# Tetraria compar
Tetraria compar är en halvgräsart som först beskrevs av Carl von Linné, och fick sitt nu gällande namn av Ambroise Marie François Joseph Palisot de Beauvois. Tetraria compar ingår i släktet Tetraria och familjen halvgräs. Inga underarter finns listade i Catalogue of Life.